# Beaumetz-lès-Cambrai
Beaumetz-lès-Cambrai är en kommun i departementet Pas-de-Calais i regionen Hauts-de-France i norra Frankrike. Kommunen ligger i kantonen Bertincourt som tillhör arrondissementet Arras. År 2022 hade Beaumetz-lès-Cambrai 536 invånare.

## Befolkningsutveckling
Antalet invånare i kommunen Beaumetz-lès-Cambrai
| Referens: INSEE |